# Jachnun
Il jachnun, (in ebraico ג'חנון) in alternativa è jihnun, è un piatto tradizionale della cucina ebraica yemenita, importata in Israele. Gli ebrei yemeniti usano generalmente mangiarlo la colazione dello Shabbat mattina ed oggigiorno è largamente diffuso in Israele.

## Caratteristiche
Si presenta con una massa arrotolata, la cui preparazione si fa a fuoco molto lento che può durare fino a dieci ore. Normalmente si mangia con una salsa di pomodoro, uova soda ed un po' di skhug, una specie di salsa piccante.
Si prepara con un impasto di farina di grano che si mette in forno a 90 °C per tutta una notte, quando è cotta acquisisce una consistenza fragrante ed il caratteristico colore marrone.

## Origine
Il jachnun era caratteristico della comunità ebraica della città di Aden, e si suppone che sia stato ispirato a pietanze di ebrei esiliati dalla Spagna. 
Similmente al cholent è una pietanza tipica dello Shabbat, il periodo in cui la preparazione attiva del cibo è proibita secondo la legge ebraica, ma la cottura continuata è permessa.
Nello Yemen veniva preparato usando grano integrale e smen con dei particolari aromi.